# Perret (Côtes-d'Armor)
Pour les articles homonymes, voir Perret.
Perret [pɛʁɛt] est une ancienne commune française située dans le « pays » du Kost ar c'hoad du département des Côtes-d'Armor, en région Bretagne.
Perret est maintenant englobé dans la commune nouvelle de Bon-Repos-sur-Blavet.

## Géographie

### Situation

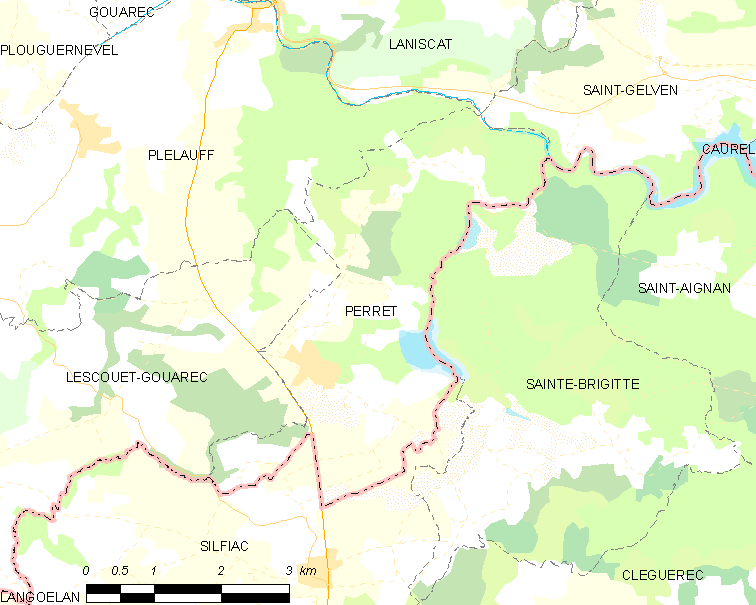
Carte de l'ancienne commune de Perret et des communes avoisinantes.

Le Bro Kost ar c'hoad (le pays à côté du bois) désigne un ensemble de trois communes des Côtes-d'Armor : Gouarec, Plélauff et Perret et d'une commune du Morbihan : Sainte-Brigitte. Le bois en question, bordé à l'ouest par ce « pays » est la forêt de Quénécan, au nord-ouest de Pontivy. Kost ar c'hoad est aussi le nom d'une danse bretonne traditionnelle, une gavotte avec un pas subdivisé en 4 et 5 et un style vif aux appuis emboités croisés.

### Relief et hydrographie

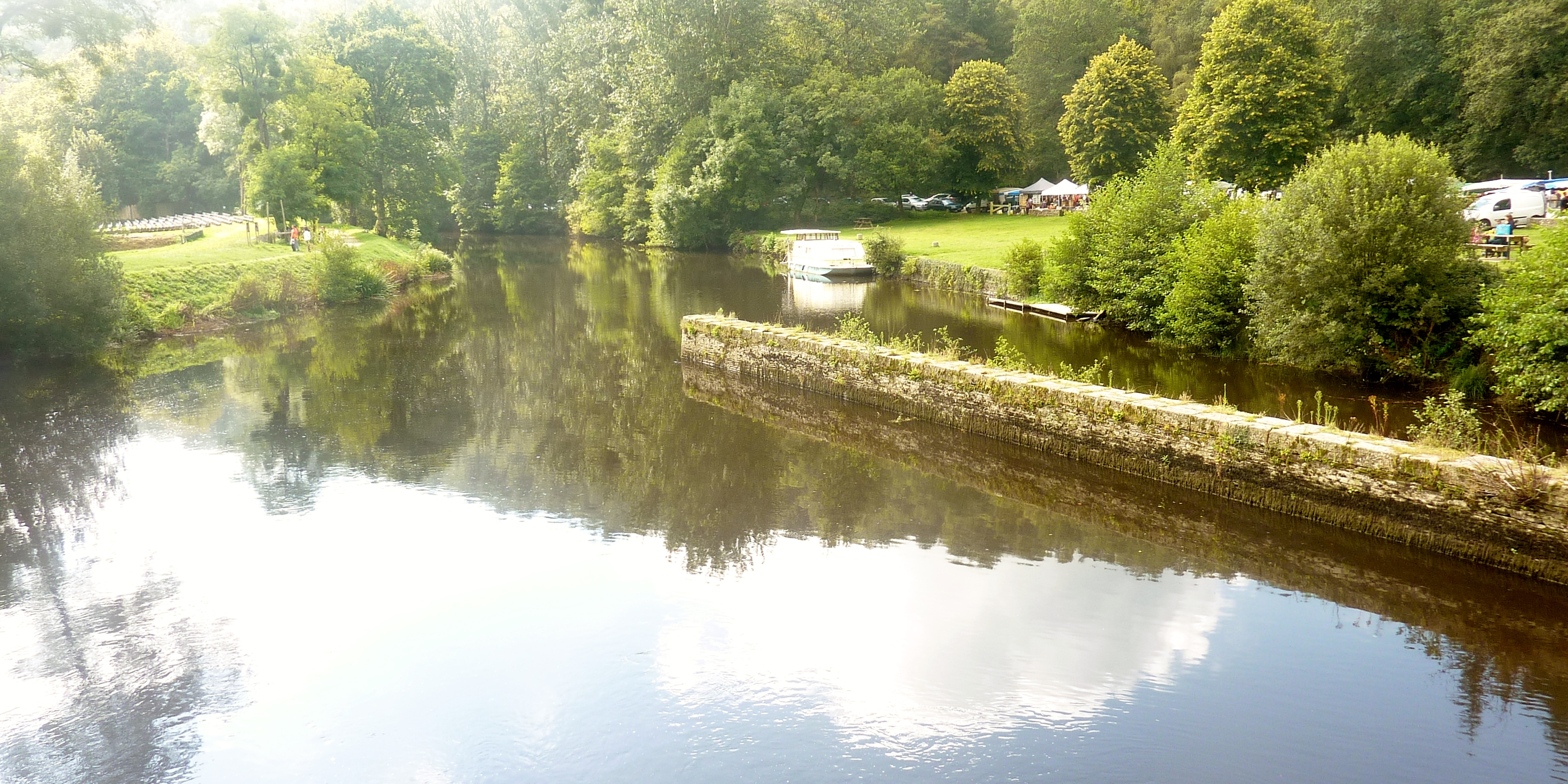
Le Blavet près de l'abbaye Notre-Dame de Bon-Repos.

L'ancienne commune de Perret était limitée au nord par le Blavet (rive droite de ce fleuve côtier) entre le lieu-dit "Le Bas de la Lande" qui se trouve face à l'abbaye de Bon-Repos (située sur sa rive gauche dans l'ancienne commune de Saint-Gelven) et la confluence avec le Ruisseau des Forges, affluent de rive droite du Blavet, qui sert à la fois de limite communale orientale avec Sainte-Brigitte et de limite départementale entre les Côtes-d'Armor et le Morbihan.
Le Ruisseau des Forges, qui porte en amont le nom de "Ruisseau du Pont Thomas" alimente le long de son cours plusieurs étangs : l'Étang des Salles, l'Étang du Fourneau et plus en aval, un troisième étang plus petit ; tous les trois sont partagés avec la commune de Sainte-Brigitte. Un autre ruisseau, le Ruisseau du Pouldu, aussi affluent de rive droite du Blavet, sert un temps de limite occidentale à Perret, séparant cette ancienne commune de Plélauff, avant de couler totalement pour sa partie aval au sein de cette dernière commune.

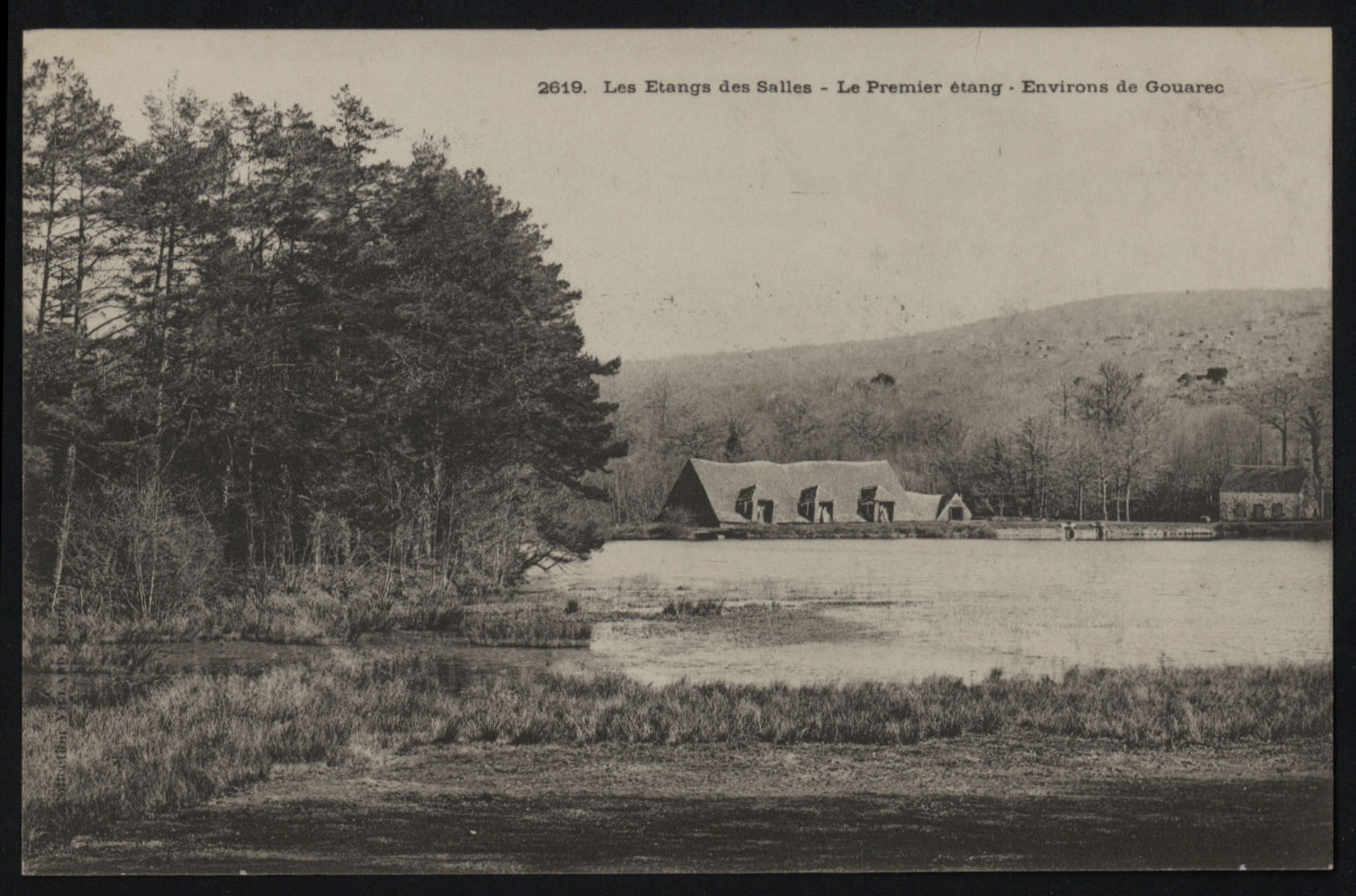
Les Étangs des Salles : premier étang (vers 1905).
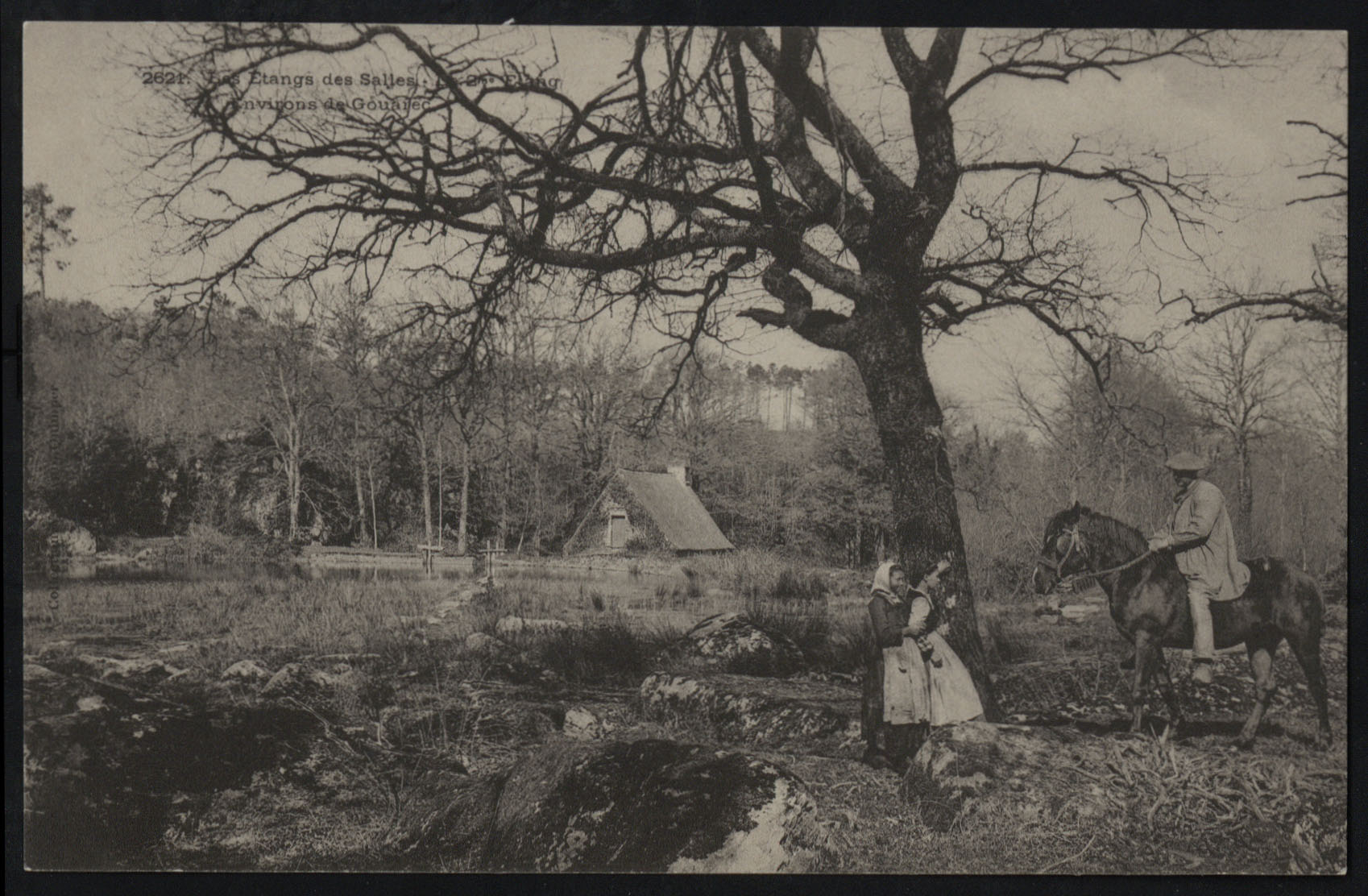
Les Étangs des Salles : deuxième étang (vers 1905).
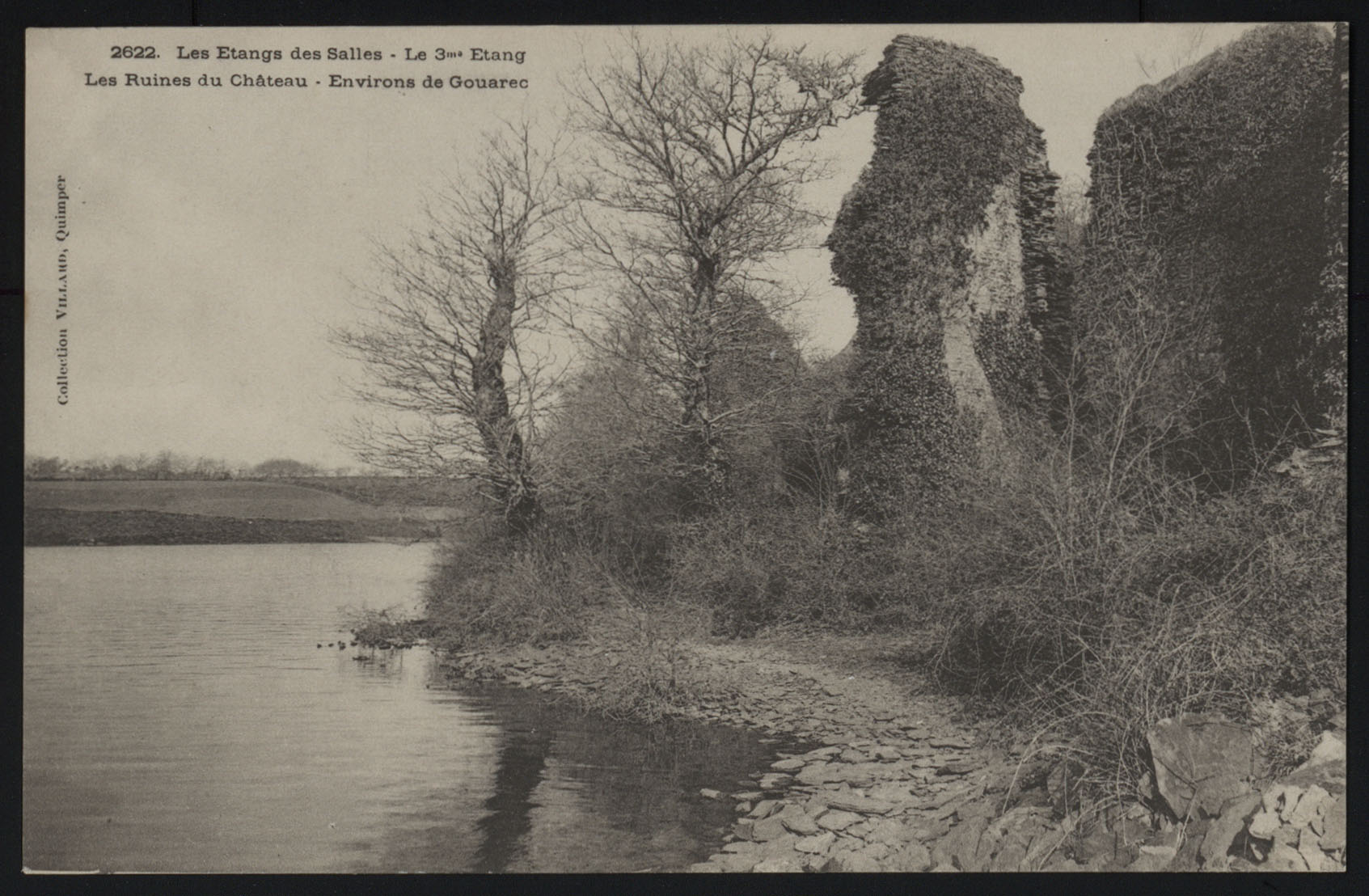
Les Étangs des Salles : troisième étang et ruines du château des Salles (vers 1905).

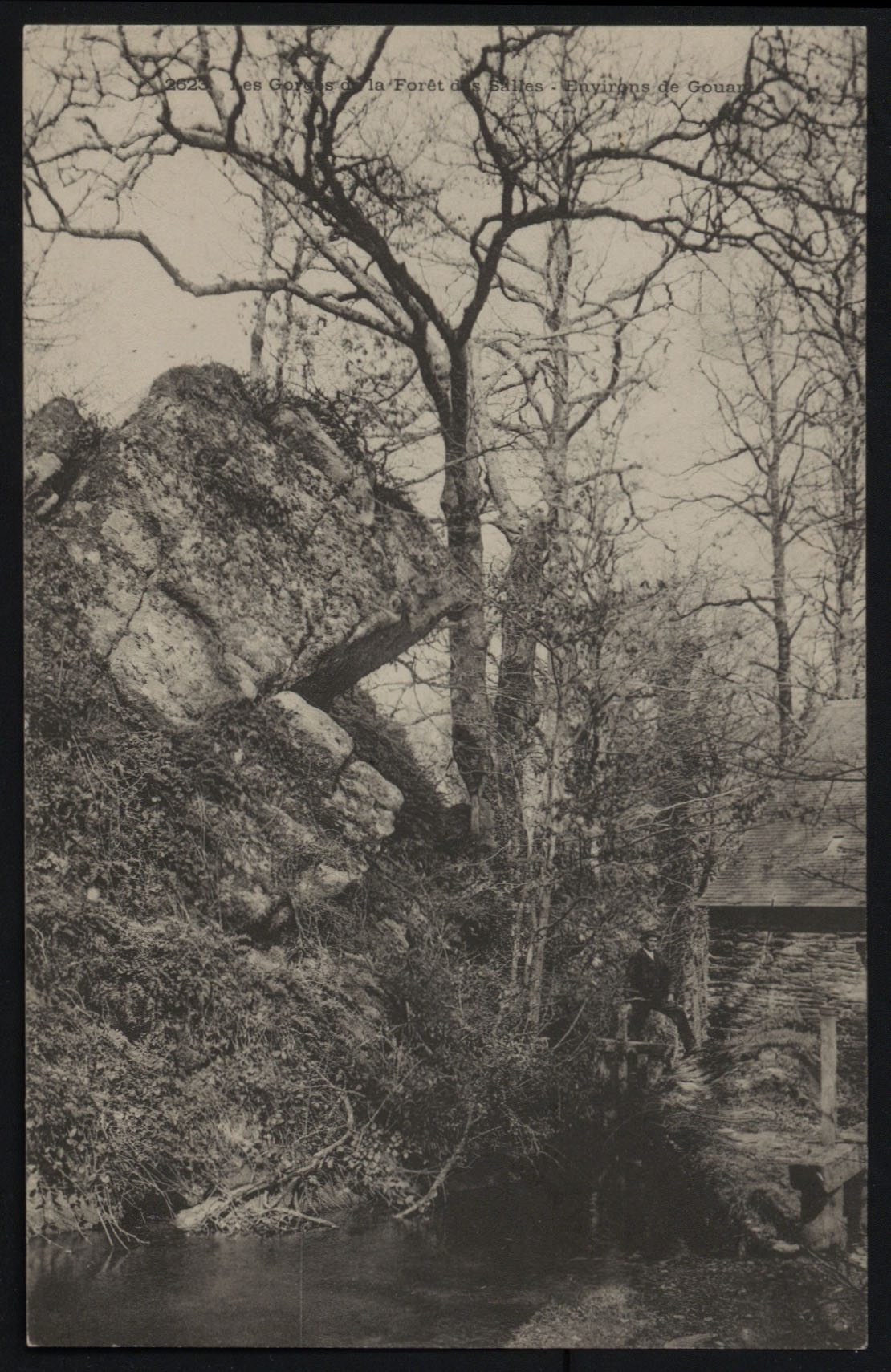
Les Gorges de la Forêt des Salles (vers 1905).

Perret présente des dénivelés importants : le point le plus haut (287 mètres) est situé à son extrême sud-ouest, à l'ouest du hameau de Ker Jobic et près de la limite communale avec Silfiac ; la partie centrale du finage forme un plateau bosselé penché vers le nord, mais qui remonte ensuite jusqu'à une autre ligne de hauteurs atteignant 283 mètres près de Lan-ar-Hours et 259 mètres encore plus au nord, dans le Bois du Fao, situé dans le nord-est du territoire communal et qui domine les vallées du Blavet et du Ruisseau des Forges, dont les vallées sont très encaissées. Le point le plus bas (126 mètres) se trouve à la confluence du Blavet avec le Ruisseau des Salles. Le bourg est vers 225 mètres d'altitude.
La commune est restée très boisée : les bois de Mérousse, du Fao et de l'Abbaye (ce dernier se situant pour sa majeure partie en Plélauff) sont en fait des prolongements occidentaux de la forêt de Quénécan ; la partie sud de cette ancienne commune est en bonne partie couverte de landes, dénommée d'ailleurs "La Lande de Perret".

### Transports
Outre le canal de Nantes à Brest (Blavet canalisé), désormais fermé à la navigation commerciale mais ouvert pour ce tronçon à la navigation touristique, l'ancienne commune de Perret n'est desservie que par des routes secondaires, notamment la  RD 15 venant côté sud de Cléguérec et Silfiac et allant vers le nord en direction de Gouarec, et la RD 44 menant côté nord à l'abbaye de Bon-Repos.

### Paysages et habitat
Outre les bois et landes, le reste du paysage agraire est constitué de bocage avec un habitat dispersé constitué d'écarts formés de hameaux et fermes isolées. Perret a conservé son caractère rural, le bourg, excentré à l'ouest de son finage, ayant toutefois connu à ses alentours une modeste croissance depuis la Seconde Guerre mondiale.

## Toponymie
Le nom est attesté sous la forme Penret en 871, 1184, 1298, 1395, 1479 et 1511, puis Perret à partir de 1536.
Perret vient de pen (« tête ») et ret (« ruisseau »)[source insuffisante], et signifie donc « la source du ruisseau »[réf. nécessaire].
Les toponymes de deux villages de la commune (la Verrerie et la Vieille-Verrerie) indiquent la présence d'une verrerie à une date qui reste indéterminée.

## Histoire

### Moyen-Âge
Perrait serait issu d'un démembrement de la paroisse de Plélauff et aurait dépendu jadis du petit monastère de Sent Duconan, situé dans la paroisse de Cléguérec. Perret, sous le nom de Penret, est cité pour la première fois dans une notice du cartulaire de Redon en 871.
Selon un aveu de 1471 la châtellenie de Gouarec, un des trois membres de la vicomté de Rohan, « s'étendait sur treize paroisses ou trèves : Plouray, Mellionec, Plouguernével, Saint-Gilles, Gouarec, Plélauf, Lescouët, Penret ou Perret, Sainte-Brigitte, Silfiac, Cléguérec (partie nord), Saint-Aignan, Saint-Caradec, Trégomel. La résidence seigneuriale, dans cette châtellenie, était le château de Penret, aussi appelé le château des Salles, en Sainte-Brigitte ».

#### Le château des Salles de Rohan

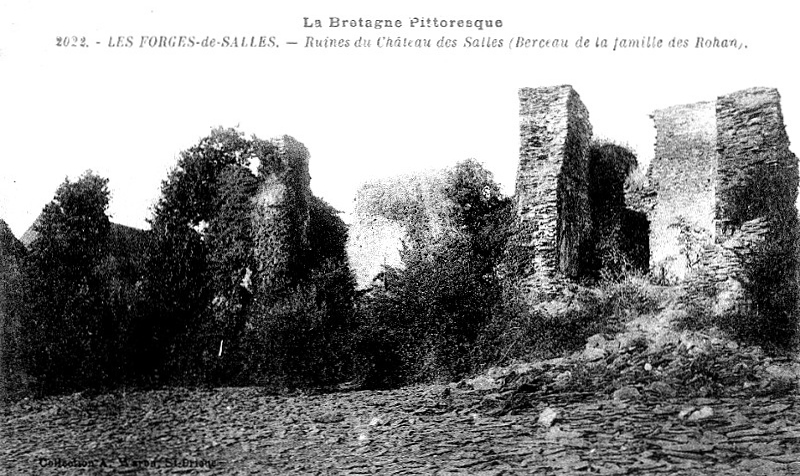
Les ruines du château des Salles, qui appartint à la famille de Rohan, vers 1930 (carte postale).

Le château des Salles de Rohan, dit aussi Penret, ou encore Pen-Raithé, situé dans la forêt de Quénécan, à la limite de Sainte-Brigitte et Perret, édifié initialement sur les ruines d’une motte féodale par un vicomte de Rohan, Alain Ier de Rohan, en 1128, est reconstruit à la fin du XIVe siècle par Alain VIII de Rohan. Le terme “Salles” vient du breton et désigne un logis. Le château des Salles de Rohan appartient au réseau de forteresses des Rohans (Pontivy, Josselin, etc). Il contrôle un site connu très tôt pour la fabrication du fer : on voit encore, sur la plage de l’étang, des concrétions de cristaux d’oxyde de fer, les fameuses “macles” qui ornent le blason des Rohan. Minerai et charbon de bois issus de la forêt de Quénécan alimentèrent le premier haut fourneau de Sainte-Brigitte créé dès 1440 par Alain IX de Rohan.

### Époque moderne
Selon Jean-Baptiste Ogée « Le château des Salles, dont on voit encore (en 1778) les ruines, était habité en 1511 par Jean, vicomte de Rohan, qui le nomma le manoir des Salles de Peret dans l'acte qu'il fit passer pour la fondation de l'hôpital de Landerneau ». Il écrit aussi qu'en 1667 le château des Salles était habité par la famille de Rohan et « qu'il existait alors, à ce qu'on dit, un droit féodal d'après lequel les habitants de Gouarec, Perret et Sainte-Brigitte étaient tenus de battre fréquemment l'étang pour empêcher les grenouilles de coasser et de troubler le repos de la châtelaine ».

#### Les forges des Salles de Rohan

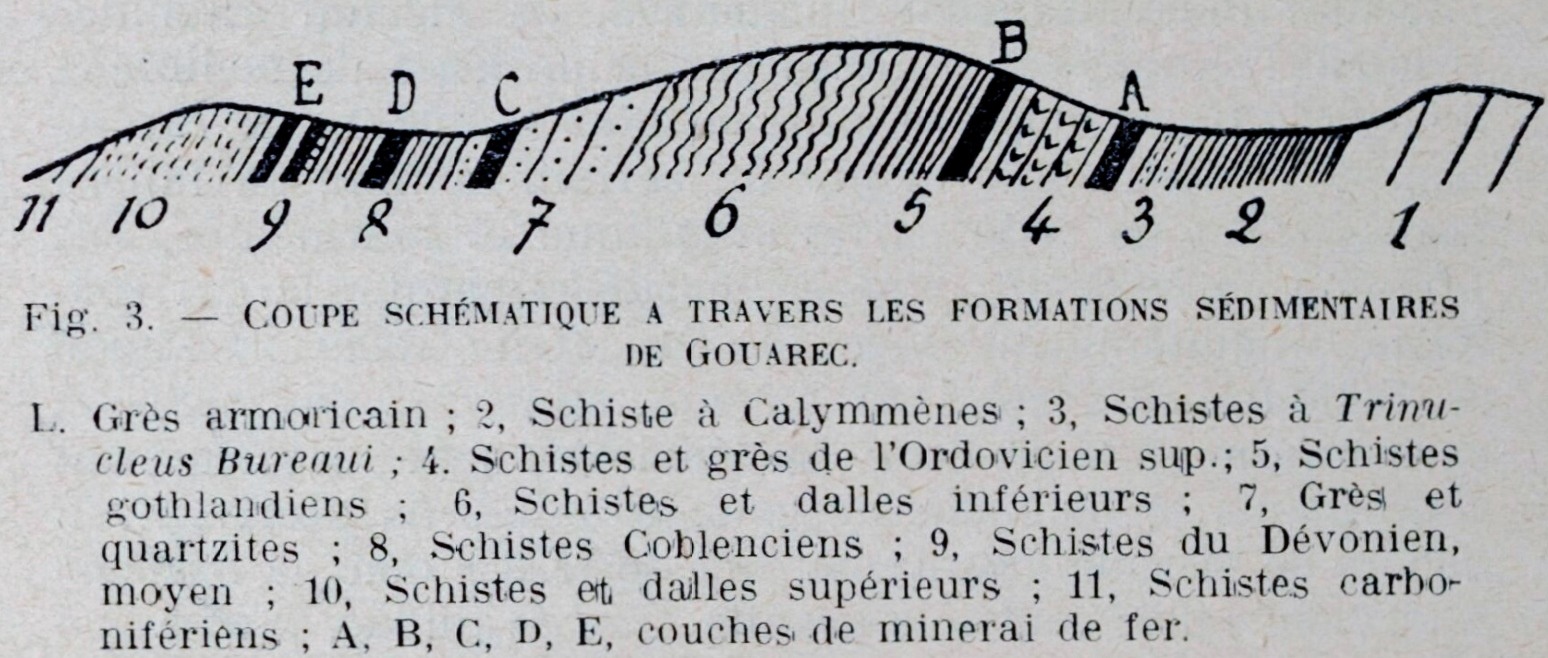
Coupe géologique de la région de Gouarec montrant notamment le minerai de fer (F. Kerforne, 1920).

La nouvelle forge des Salles de Rohan fondée en 1622 ou 1623 par le duc Henri II de Rohan permit le rassemblement à cet endroit d’une communauté d’une douzaine de familles huguenotes comprenant le premier adjudicataire des forges, Geoffroy de Fineman, sieur d’Angicourt, venu des Ardennes. Ceux-ci sont à l'origine de la communauté protestante locale.
Après une décadence au début du XVIIIe siècle, les forges redevinrent plus actives un peu avant la Révolution française et connurent leur apogée vers le milieu du XIXe siècle, mais déclinèrent à partir de 1870 pour fermer dès 1880.

#### Perret auXVIIIesiècle

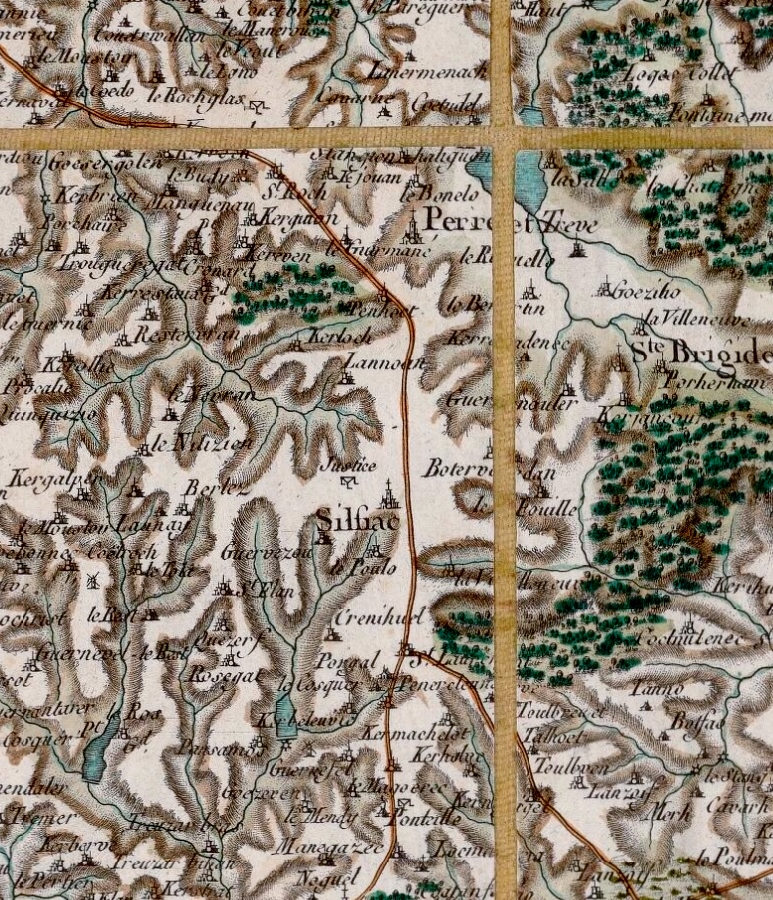
Carte de Cassini de la paroisse de Siflac et de sa trève de Perret (1787).

Jean-Baptiste Ogée décrit ainsi Perret en 1778 :

« Perret, trève de la paroisse de Silfiac, sur le bord de la route de Pontivy à Rostrenen ; à 15 lieues au Nord-Nord-Ouest de Vannes, son évêché ; à 23 lieues de Rennes, et à deux lieues et demie de Guémené, sa subdélégation. (...) La forêt de Quénécan, qui peut contenir huit mille arpents de terrein planté en bois taillis, est située dans ce territoire. On remarque, à l'extrémité de cette forêt, deux étangs qui servent aux forges à fer de Rohan, qui sont peu éloignées de là. On trouve dans ces étangs et aux environs, des cailloux, au milieu desquels sont des macles que les habitants du pays appellent lardons (ce sont les armes de la maison de Rohan ), et qui peuvent avoir quatre pouces de long sur quatre à cinq lignes de large. Leur plan est quarré [carré], leur matière très dure, luisante, de couleur d'indigo ou jaunâtre. Quelquefois, au lieu de macles, ce sont de petites croix plates avec des noyaux qui occupent le centre et les quatre angles ; quelquefois aussi ce n'est qu'une marque au milieu de deux lignes qui se croisent, suivant la grosseur des cailloux. »

### Révolution française
La création des départements a entraîné  l'inclusion de Silfiac dans le Morbihan et de Perret, ancienne trève de Silfiac, dans celui des Côtes-du-Nord.
Le 31 janvier 1794 Boishardy, chef chouan, « attaqua les Forges des Salles avec 1 200 hommes, y détruisit un atelier de fabrication de salpêtre, massacrant les ouvriers, pilla la maison du maire et s'empara de tout ce qu'il put trouver, notamment de 40 fusils, de deux pièces de canon et d'un baril de poudre ».

### LeXIXesiècle
L'école des garçons existait avant 1833 au hameau des Forges. Elle fut transférée au bourg en 1870 et remplacée au hameau des Forges par une école mixte privée.
A. Marteville et P. Varin, continuateurs d'Ogée, décrivent ainisi Perret en 1845 :

« Peret [Perret] (sous l'invocation de saint Nicodème) : commune formée de l'ancienne trève de Silfiac ; aujourd'hui succursale. (...) Pricipaux villages : le Quenault, Coatudel, Stangualien, Bonelo, Bonalebin, Lein-ar-Lan, Forges-des-Salles, Vieille Verrerie, Croix-Rouge, la Verrerie, Pors Gallo, Cour-du-Maçon, le Bahel, Bon Repos, Kerleo, la Villeblanche, Bel-Orient. Superficie totale 1 221 hectares 86 ares, dont (...) terres labourables 303 ha, prés et pâturages 82 ha, bois 261 ha, vergers et jardins 6 ha, landes et incultes 487 ha,  étangs 44 ha (...). Un moulin. Perret était trèce de Silfiac. Cette paroisse, en se démembrant a passé dans deux évêchés : Perret est entré dans celui de Saint-Brieuc, et Silfiac est resté dans celui de Vannes. L'église de ce bourg date du XVIIe siècle, ses plus vieux registres sont de 1632 et sa tour n'est que de 1666. On pense que ce fut une reconstruction. Il y a, outre cet édifice consacré au culte, la chapelle de Guerch'Manes, ou de la Vierge-du-Mont : cette petite chapelle est, en effet, dédiée à la Vierge, et construite sur une éminence couronnée par un bosquet de hêtres. Il y a aussi une chapelle desservie pour les ouvriers de la belle mine de fer des Salles, apparteant à M. le comte Janzé. (...) Bien que l'usine des Salles soit en Perret, le château qui lui est contigu n'est pas dans cette commune : il fait partie de celle de Sainte-Brigitte. Près de ces ruines existe un grand étang qui porte le même nom qu'elles, et dont les deux-tiers environ sont en Perret, le reste en Sainte-Brigitte.Sur ses bords on trouve en abondance des pierres dites macles. (...) On jouit de la butte de la lande de Curse d'une vue immense ; de la butte de l'Abbaye, on découvre une assez grande partie du cours sinueux du Blavet : c'est un site très pittoresque. (...). On parle le breton. »

Les mêmes auteurs décrivent aussi les Forges des Salles :

« Les Forges des Salles, construites en 1816, qui contiennent une belle fonderie et un haut-fourneau, exploitent en grnde quantité le mineria de fer qu'on trouve si abondamment au contact des schistes et grès. Ces forges ne sont, en quelque sorte, qu'une contination du haut-fourneau qui existait en Sainte-Brigitte dès l'an 1566. »

Joachim Gaultier du Mottay écrit en 1862 que Perret possède une école de garçons ayant 29 élèves et une de filles en ayant 8 ; que son territoire est très accidenté, surtout près du Blavet, et peu boisé (mais ayant 26 hectares de taillis dépendant de la forêt de Quénécan. Il ajoute qu'un quinzième de la superficie est en bonnes prairies et que près de la moitié du sol reste en landes. Il précise aussi que « l'église, qui a pour patron saint Nicodème, date de 1758. La chapelle de Guerhmané, dédiée à la Sainte Vierge, est placée sur une éminence entourée de bois. Une autre chapelle, située près des forges, est desservie régulièrement ». Il indique aussi que la Géologie est constituée de « schistes modifiés par le granite ; grès à l'est et au sud ; à l'étang des Salles, gisement remarquable de fort belles macles ; à la butte du Course, carrière d'excellentes pierres réfractaires ; minerai de fer abondant au contact du grès et des schistes
Jean-Marie Rigaud précise en 1890 que l'église est entourée du cimetière et de magnifiques ifs âgés de plusieurs siècles.

### LeXXesiècle

#### La Belle Époque

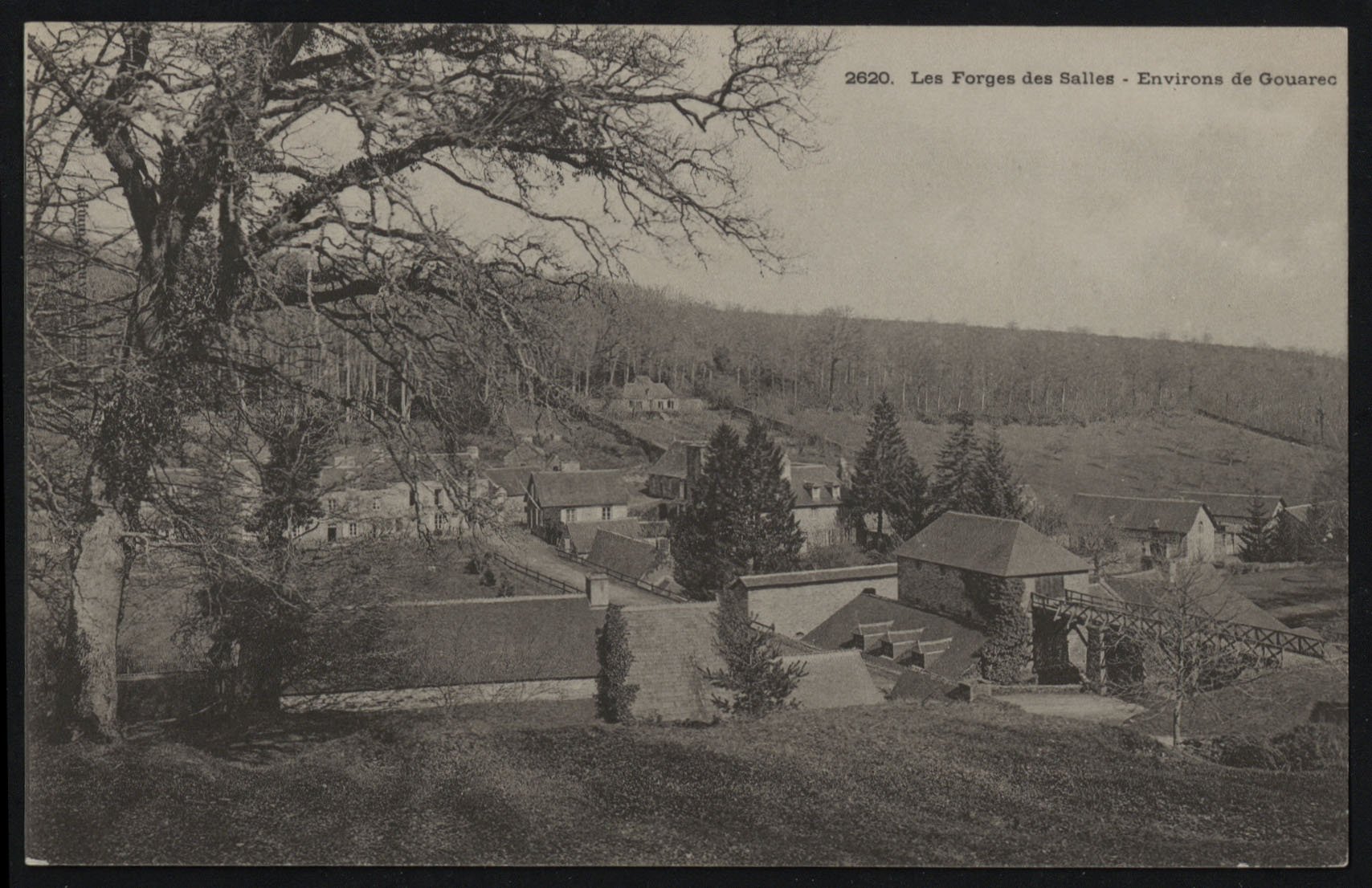
Vue d'ensemble des Forges-des-Salles vers 1905 (carte postale).
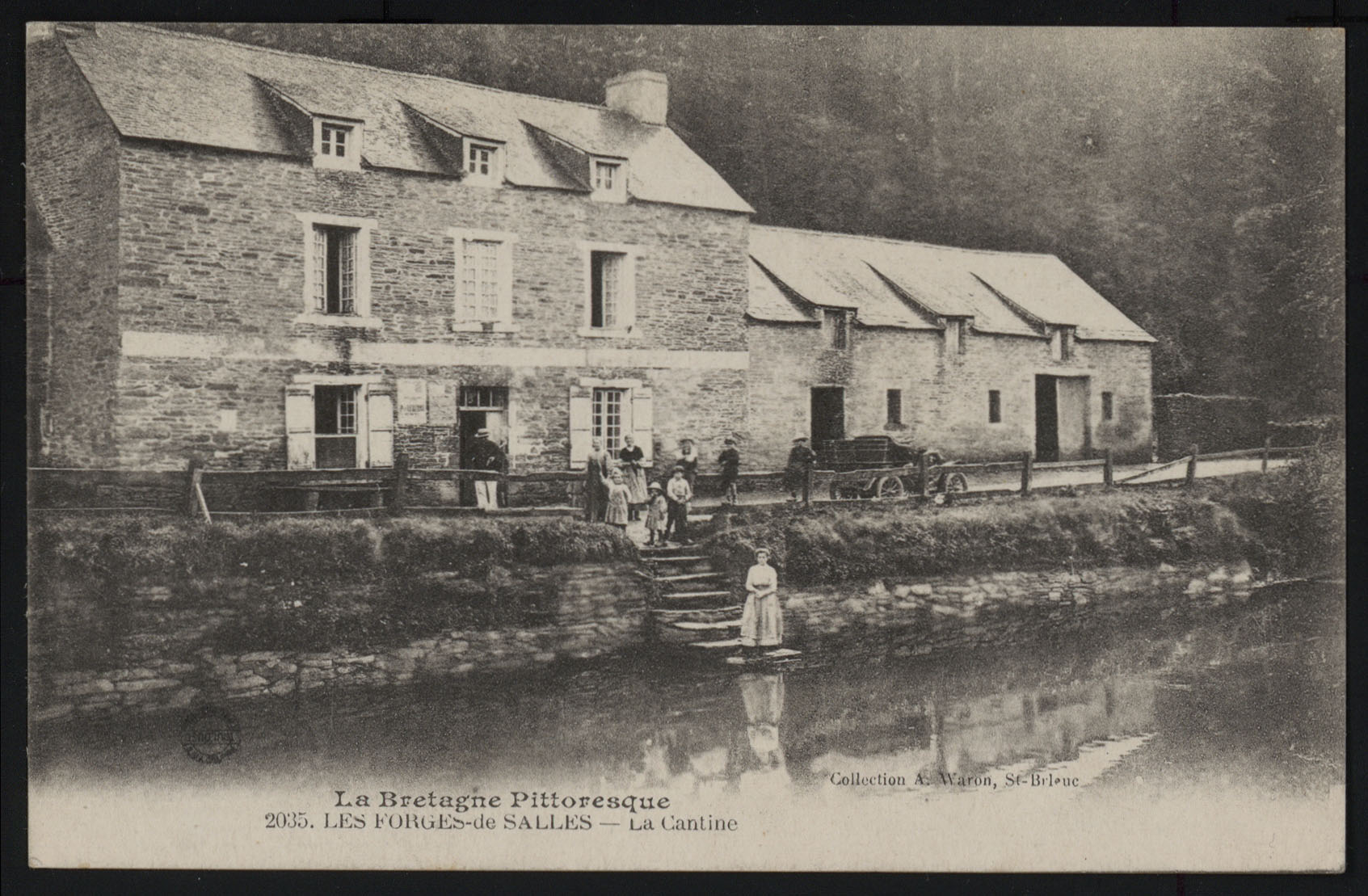
La cantine des Forges-des-Salles vers 1905 (carte postale).
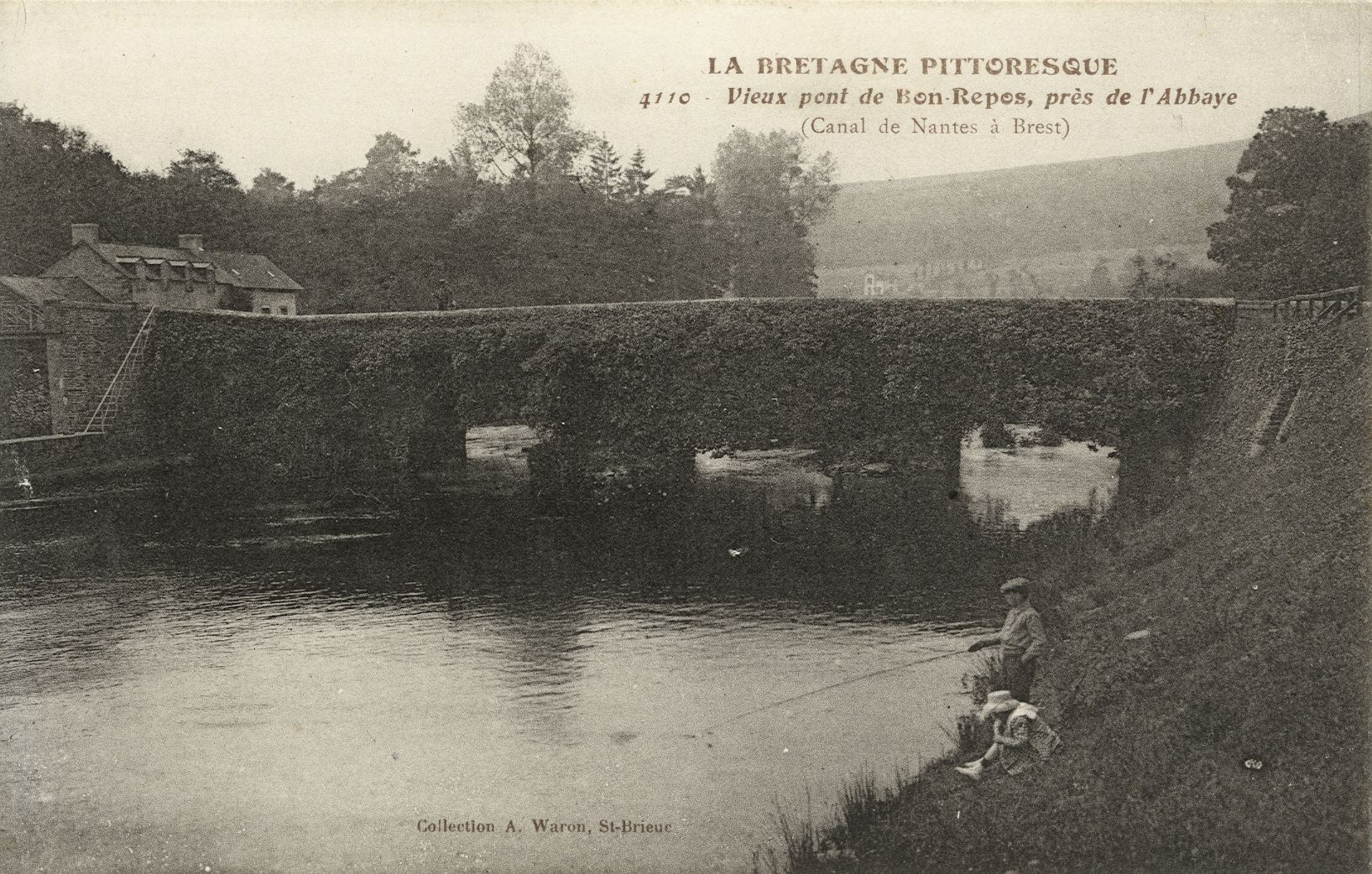
Le pont de Bon-Repos sur le Blavet vers 1910 ou 1920.

#### La Première Guerre mondiale
Le monument aux morts de Perret porte les noms de 31 soldats morts pour la Patrie pendant la Première Guerre mondiale : parmi eux Jean Caurel est mort en Belgique dès 1914 ; François Le Guernic est mort en captivité en Allemagne en 1918 ; tous les autres (sauf peut-être deux pour lesquels les précisions manquent) sont morts sur le sol français dont Ambroise Fraboulet, décédé le 4 novembre 1916 à Dugny (Meuse), décoré à la fois de la Médaille militaire et de la Croix de guerre.

#### La Seconde Guerre mondiale
Le monument aux morts de Perret porte les noms de 3 personnes mortes pour la France durant la Seconde Guerre mondiale : Jean Alabic, résistant, déporté au camp de concentration de Natzweiler-Struthof, puis à celui de Dachau, puis à celui de Mauthausen, est mort en déportation le 15 novembre 1944 à Melk (Autriche) où il avait été affecté dans un kommando ; François Le Ruyet, résistant, déporté au camp de concentration de Neuengamme, est mort en déportation le 1er mai 1945 au camp de concentration de Ravensbrück où il avait été transféré ; Jean Le Métayer, résistant, déporté au camp de concentration de Neuengamme, est mort en déportation le 2 mai 1945 à Bremen Farge.

## Politique et administration
| Période                                  | Période    | Identité              | Étiquette | Qualité                                                              |
| ---------------------------------------- | ---------- | --------------------- | --------- | -------------------------------------------------------------------- |
|                                          |            |                       |           |                                                                      |
| avant 1811                               | après 1828 | François Franco       |           | Notaire et marchand.                                                 |
| 1830                                     | 1848       | Étienne Mario         |           | Caissier puis régisseur, puis directeur des forges.                  |
| 1848                                     | 1852       | Joseph Jouanno        |           | Propriétaire. Cultivateur.                                           |
| 1852                                     | 1855       | Mathurin Berson       |           |                                                                      |
| 1855                                     | 1871       | Mathurin Galerne      |           |                                                                      |
| 1871                                     | 1887       | Henri Durand-Vaugaron |           | Propriétaire.                                                        |
| 1887                                     | 1893       | Jean Baptiste Rivalan |           | Laboureur.                                                           |
| 1893                                     | 1919       | Julien Le Dantec      |           | Cultivateur.                                                         |
| 1919                                     |            | Henri du Luart        |           | Comte. Propriétaire exploitant. Conseiller général.                  |
| mars 1959                                | mars 1989  | Jean-Baptiste Flageul |           |                                                                      |
| mars 1989                                | mars 1995  | Anne Guillemot        |           |                                                                      |
| mars 1995                                | mars 2008  | Jacques du Pontavice  |           | Ancien administrateur de l'Institut pour le développement forestier. |
| mars 2008                                | mars 2014  | Anne Guillemot        |           | Retraitée                                                            |
| mars 2014                                | En cours   | Luc Carité            |           | Retraité                                                             |
| Les données manquantes sont à compléter. |            |                       |           |                                                                      |

## Démographie
L'évolution du nombre d'habitants est connue à travers les recensements de la population effectués dans la commune depuis 1793. À partir du 1er janvier 2009, les populations légales des communes sont publiées annuellement dans le cadre d'un recensement qui repose désormais sur une collecte d'information annuelle, concernant successivement tous les territoires communaux au cours d'une période de cinq ans. 
Pour les communes de moins de 10 000 habitants, une enquête de recensement portant sur toute la population est réalisée tous les cinq ans, les populations légales des années intermédiaires étant quant à elles estimées par interpolation ou extrapolation. Pour la commune, le premier recensement exhaustif entrant dans le cadre du nouveau dispositif a été réalisé en 2006,.
En 2014, la commune comptait 179 habitants, en évolution de +1,13 % par rapport à 2009 (Côtes-d'Armor : +1,68 %, France hors Mayotte : +2,49 %).
| 1793 | 1800 | 1806 | 1821 | 1831 | 1836 | 1841 | 1846 | 1851 |
| ---- | ---- | ---- | ---- | ---- | ---- | ---- | ---- | ---- |
| 686  | 590  | 602  | 644  | 829  | 831  | 897  | 868  | 808  |

| 1856 | 1861 | 1866 | 1872 | 1876 | 1881 | 1886 | 1891 | 1896 |
| ---- | ---- | ---- | ---- | ---- | ---- | ---- | ---- | ---- |
| 704  | 700  | 744  | 631  | 619  | 626  | 676  | 657  | 680  |

| 1901 | 1906 | 1911 | 1921 | 1926 | 1931 | 1936 | 1946 | 1954 |
| ---- | ---- | ---- | ---- | ---- | ---- | ---- | ---- | ---- |
| 696  | 680  | 656  | 651  | 683  | 641  | 543  | 522  | 438  |

| 1962 | 1968 | 1975 | 1982 | 1990 | 1999 | 2006 | 2011 | 2014 |
| ---- | ---- | ---- | ---- | ---- | ---- | ---- | ---- | ---- |
| 337  | 318  | 288  | 272  | 220  | 190  | 178  | 173  | 179  |

Perret a perdu 77 % de sa population entre 1851 et 1999, passant de 808 à 190 habitants entre ces deux dates.

## Lieux et monuments
- Les forges des Salles, du XVIIIe siècle, dont les extérieurs sont visitables de Pâques à la Toussaint. Partagées avec Sainte-Brigitte dans le Morbihan, elles sont inscrites au titre des Monuments historiques[21].

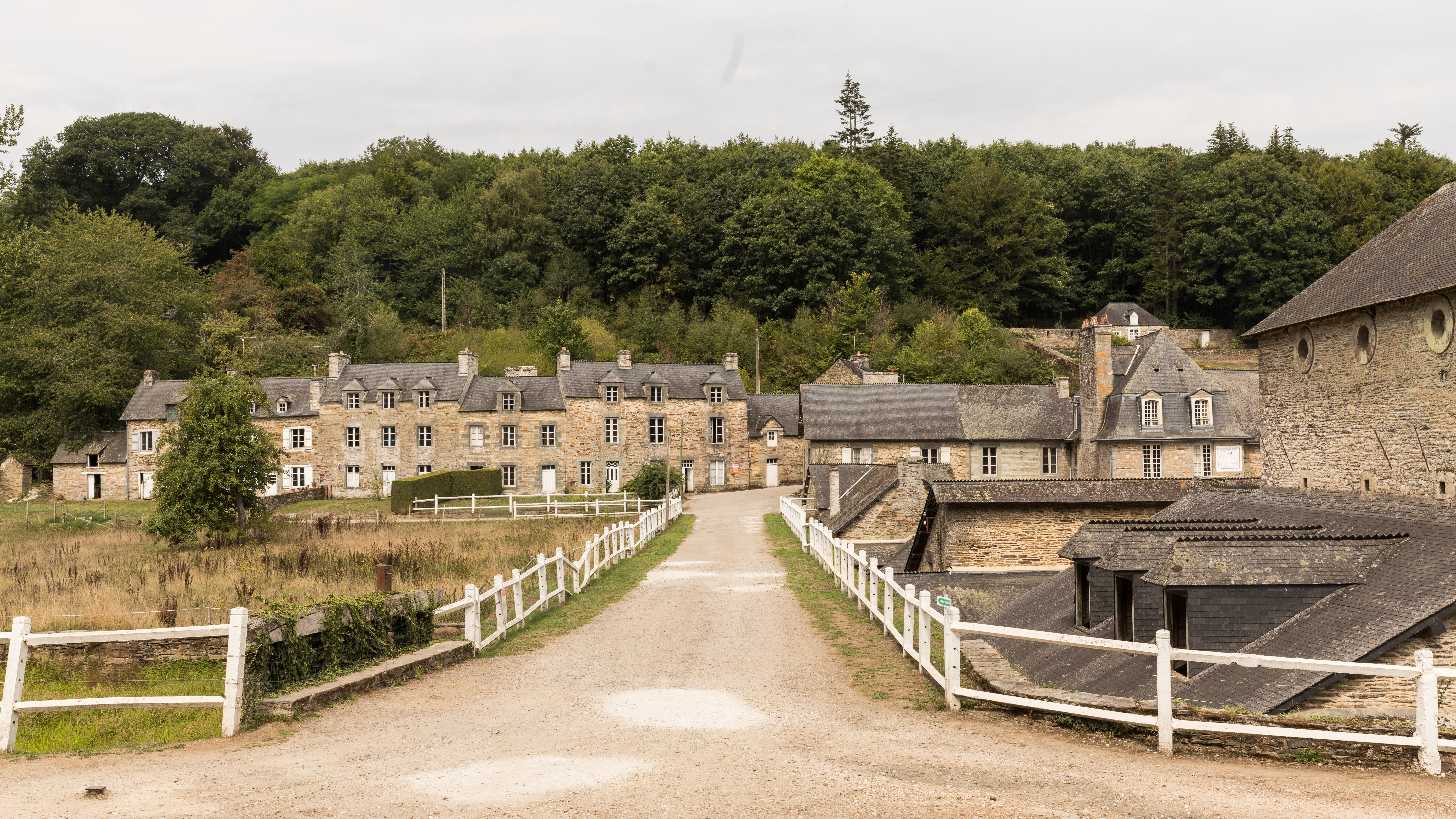
Les Forges des Salles : vue générale.
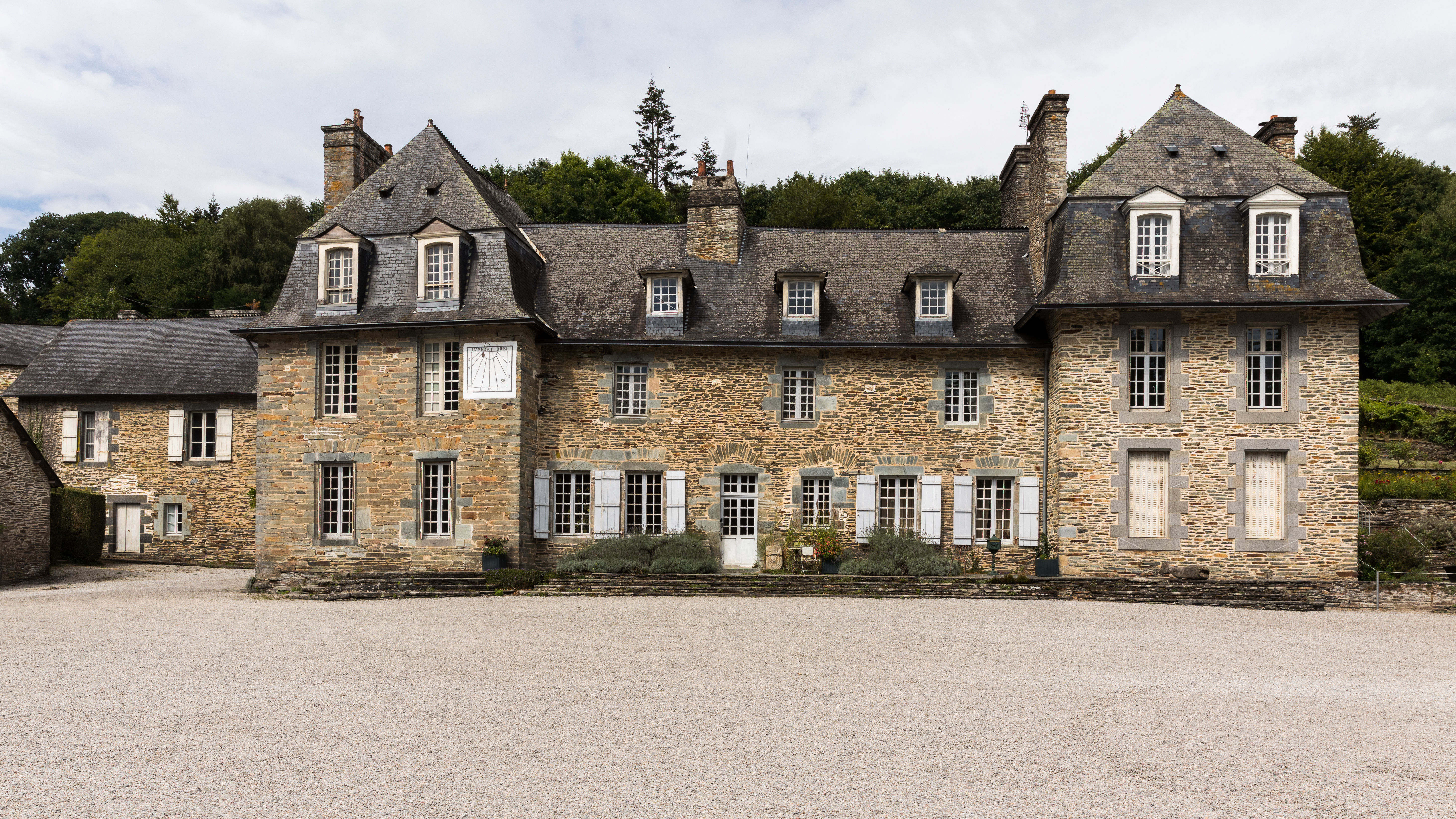
Les Forges des Salles : le logis du maître de forges.
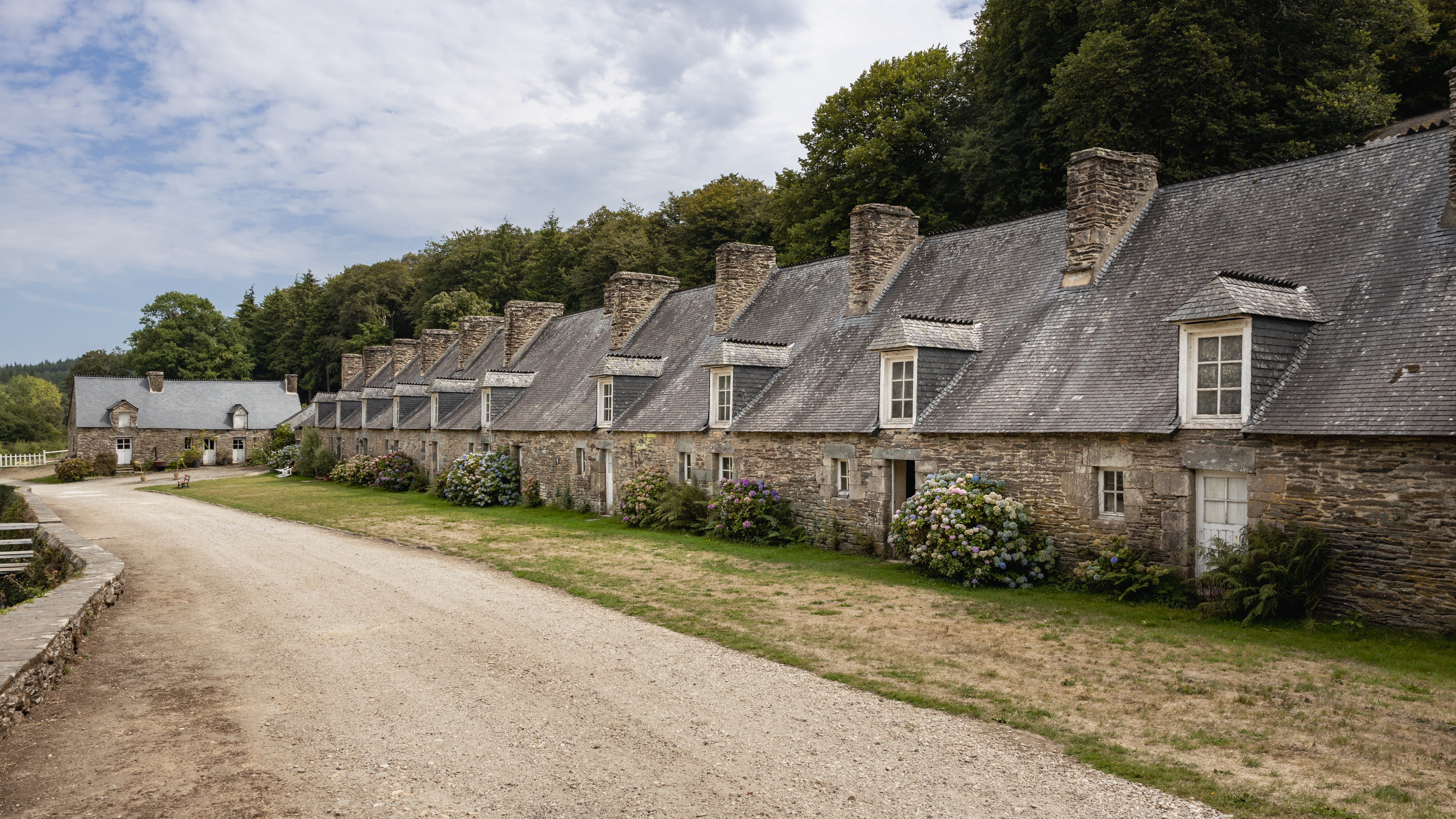
Les Forges des Salles : logis des forgerons.
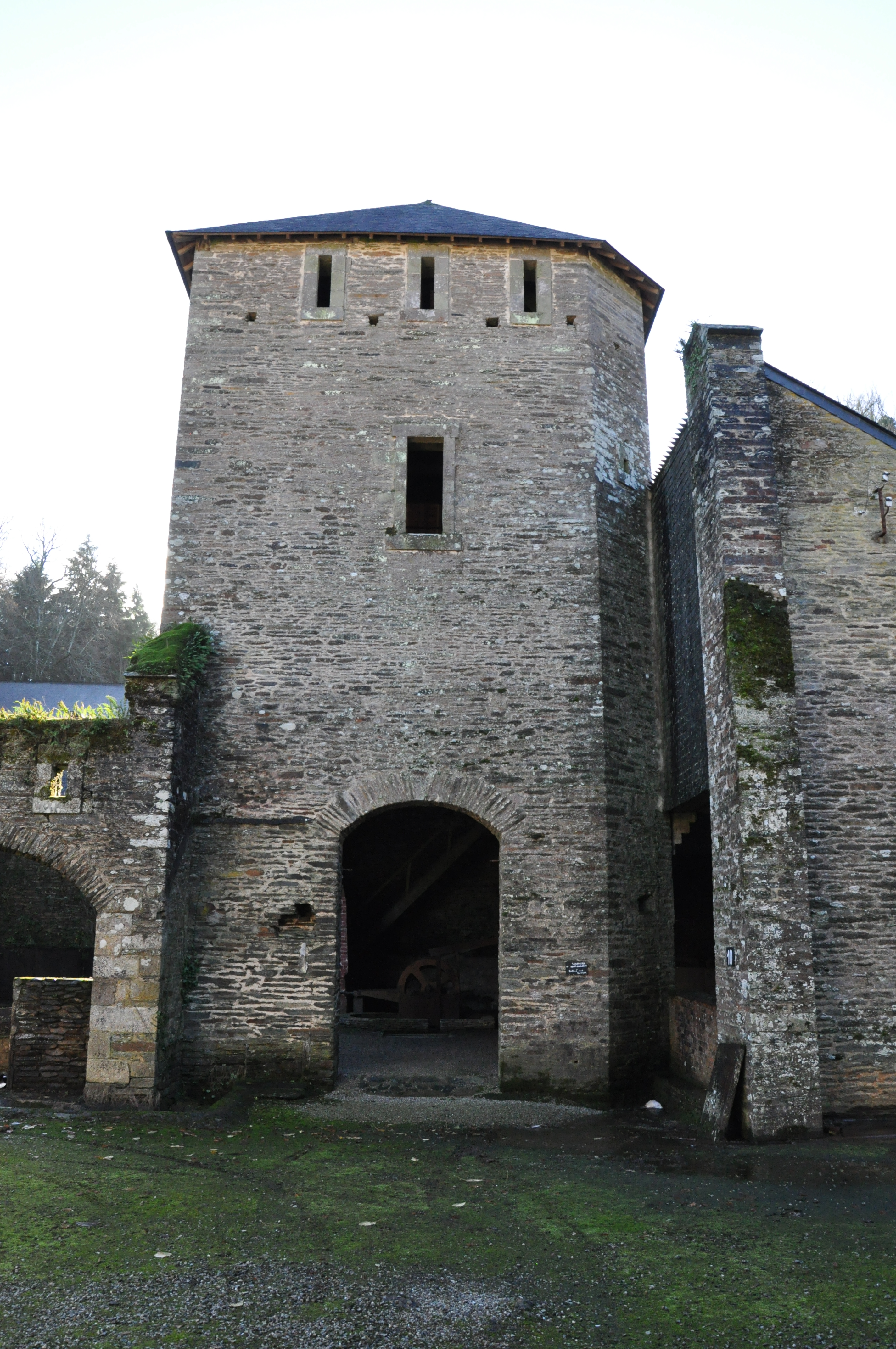
Les Forges des Salles : le haut-fourneau.
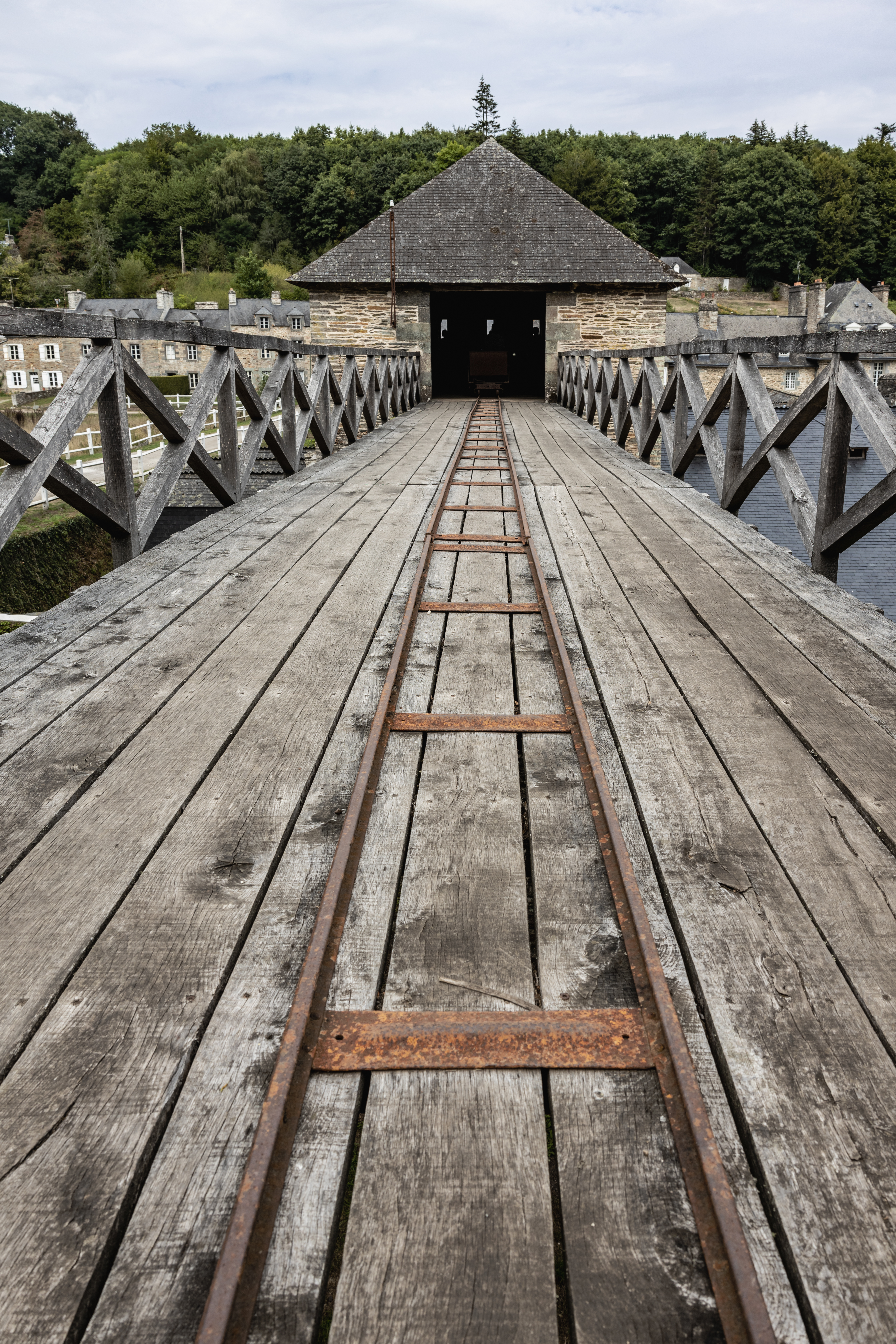
Les Forges des Salles : le haut-fourneau depuis le haut du bâtiment.
- Les Forges des Salles (vidéo).

- L'église paroissiale Saint-Nicodème, dédiée à saint Nicodème ; elle date de 1758 et a été restaurée en 1849 ; elle est en forme de croix latine avec chapelle des fonts baptismaux en appentis ; son clocher a été reconstruit entre 1885 et 1889 ; l'église possède quelques statues anciennes dont une de saint Nicodème tenant en main une couronne d'épines et un flacon de parfum[Note 10], qui date du XVIIIe siècle.

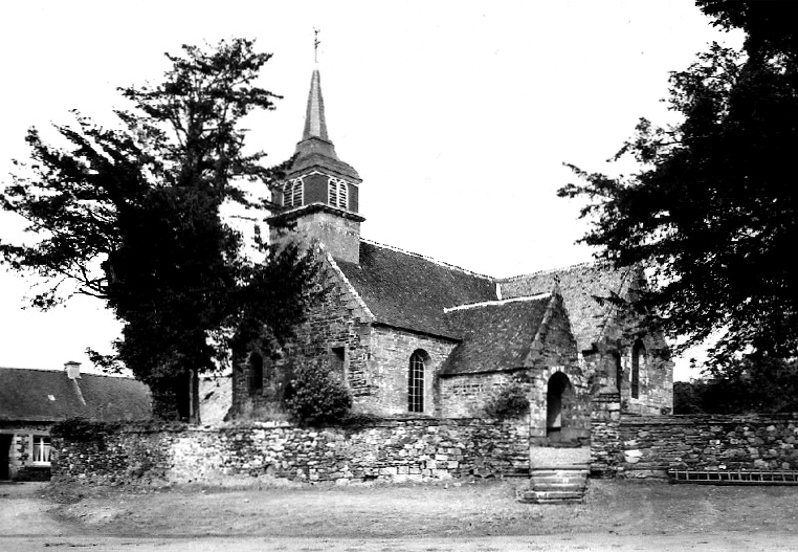
L'église paroissiale Saint-Nicodème (vers 1920).

- La chapelle de Gwirmane (Guermané) : la chapelle actuelle date du XVIe siècle, mais aurait remplacé une chapelle beaucoup plus ancienne, dont l'existence est attestée en 1428[Note 11].